# Vincas Mickevičius-Kapsukas

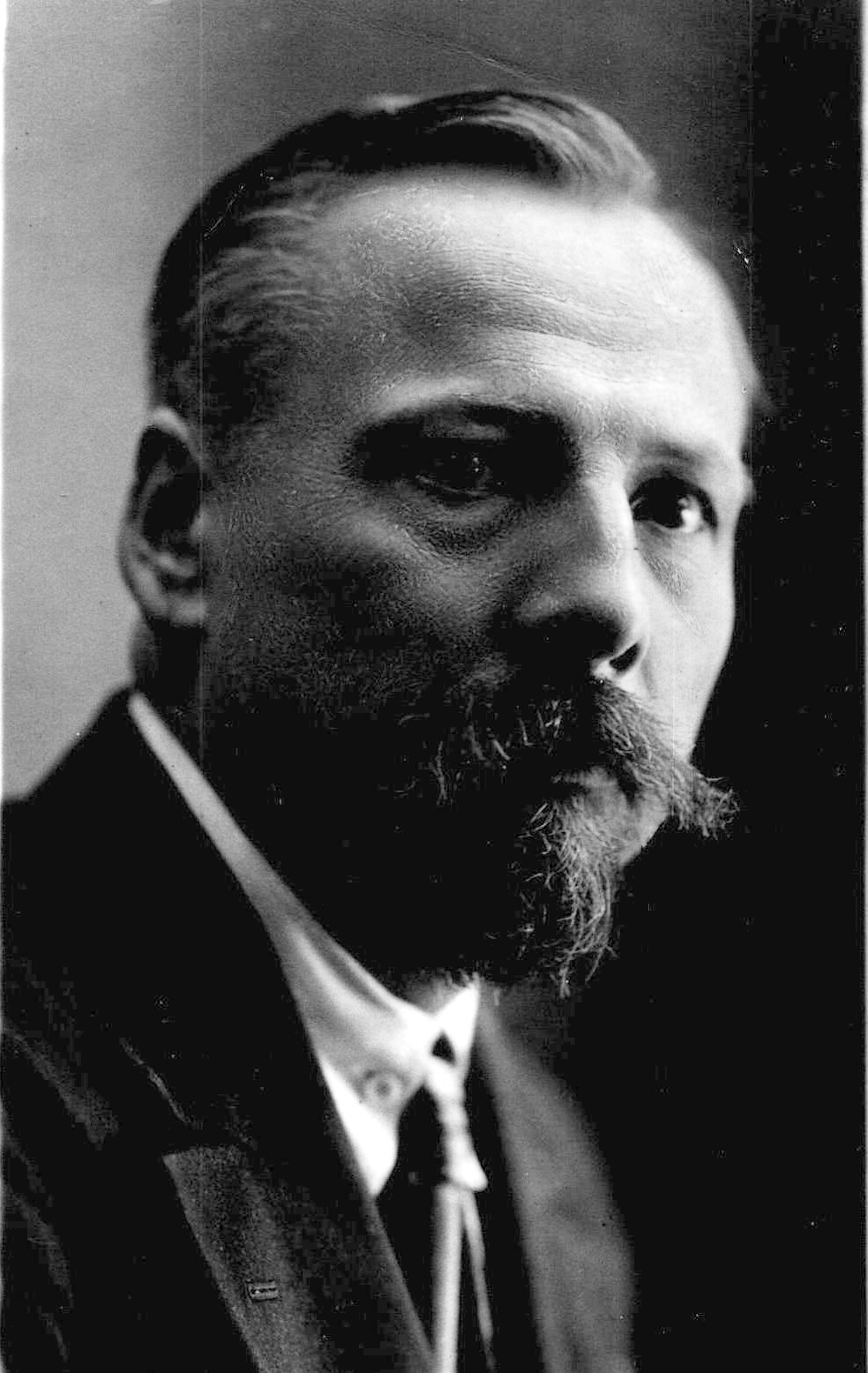
Winzas Mizkjawitschjus-Kapsukas

Vincas Mickevičius-Kapsukas (russisch Винцас Мицкявичюс-Капсукас Winzas Mizkjawitschjus-Kapsukas; * 26. Märzjul. / 7. April 1880greg. in Būdviečiai, Distrikt Vilkaviškis, Russisches Reich; † 17. Februar 1935 in Moskau, UdSSR) war ein litauischer politischer Aktivist, erster Vorsitzender der Kommunistischen Partei Litauens (litauisch: Lietuvos komunistų partija) und Regierungschef der kurzlebigen Litauisch-Weißrussischen Sozialistischen Sowjetrepublik (litauisch: Lietuvos-Baltarusijos Tarybinė Socialistinė Respublika; abgekürzt: Li(e)tBel, Li(e)tbel oder LietByel).

## Leben

### Frühe Jahre und politische Tätigkeit vor 1917
Mickevičius-Kapsukas stammte aus einer recht wohlhabenden bäuerlichen Familie und besuchte von 1890 bis 1897 das Gymnasium in Marijampolė. Nachdem er dieses abgeschlossen hatte, trat er noch 1897 ins Priesterseminar im heute zu Polen gehörenden Seinai ein, musste es allerdings im folgenden Jahr wegen zarenfeindlicher Aktivitäten verlassen. Im Oktober 1901 ging er ins Deutsche Reich, wo er als Redakteur der in Tilsit erscheinenden und im Zarenreich verbotenen Zeitschriften Ūkininkas („Der Bauer“) und Varpas („Die Glocke“) arbeitete.
1903 trat er in die Litauische Sozialdemokratische Partei (litauisch: Lietuvos Socialdemokratų Partija; LSDP) ein und gründete 1904 die sozialdemokratische Jugendorganisation Draugas („Freund“), die zur Keimzelle der späteren Litauischen Sozialdemokratischen Arbeiterpartei wurde, welche im September 1905 mit der Litauischen Sozialdemokratischen Partei verschmolz. Mickevičius-Kapsukas wurde nun Mitglied im Zentralkomitee (ZK) der LSDP. Der von ihm vertretene Standpunkt, dass man sich den Bolschewiki in Russland anschließen sollte, fand innerhalb dieses Gremiums allerdings keine Mehrheit.
Während der russischen Revolution von 1905 organisierte er Arbeiterstreiks in Marijampolė und der Region Suvalkija. Wegen dieser Tätigkeit wurde er schließlich verhaftet und von den zaristischen Behörden ins Jenissei-Gebiet in Sibirien verbannt. Erst nachdem es ihm 1913 gelungen war, der Verbannung zu entfliehen, kam er mit den Bolschewiki in engeren Kontakt. Noch vor Beginn des Ersten Weltkrieges trafen er und andere Mitglieder des „Auswärtigen Büros“ der LSDP im damals zu Österreich-Ungarn gehörenden Krakau mit Lenin zusammen.

### Politische Tätigkeit nach 1917
Die ersten Kriegsjahre verbrachte Mickevičius-Kapsukas im Exil in Großbritannien und der Schweiz. Nach der Februarrevolution kehrte er 1917 nach Russland zurück und schloss sich den Bolschewiki an. Noch im selben Jahr nahm er an der Oktoberrevolution in Petrograd teil und war im „Volkskommissariat für Nationalitätenfragen“ für Litauen zuständig. Nachdem er Ende November 1918 illegal nach Vilnius gekommen war, wurde er sofort ins ZK der Kommunistischen Partei Litauens aufgenommen und leitete fortan die Parteiarbeit. Als Vorsitzender einer „Litauischen Provisorischen Revolutionären Regierung der Arbeiter und Bauern“, der er seit 8. Dezember 1918 war, war er auch maßgeblich an der Ausrufung der Litauischen Sozialistischen Sowjetrepublik (litauisch: Lietuvos Tarybų Socialistinė Respublika) am 16. Dezember desselben Jahres beteiligt. Diese fand allerdings kaum Unterstützung in der Bevölkerung und stand auch im Gegensatz zum „Litauischen Staatsrat“ (litauisch: Lietuvos Taryba), der seinerseits bereits am 16. Februar 1918 die Unabhängigkeit Litauens erklärt hatte. Hilfe für die litauischen Kommunisten kam schließlich durch den Einmarsch der Roten Armee in Vilnius am 5. Januar 1919. Bereits zwei Tage später nahm die kommunistische Regierung unter Mickevičius-Kapsukas in Vilnius ihre Tätigkeit auf.
Währenddessen organisierte die Taryba von Kaunas aus den „nationalen Widerstand“, der sich nicht nur gegen die litauischen Kommunisten und ihre russischen Helfer richtete, sondern auch gegen die im Land befindlichen deutschen Freikorpskämpfer, die trotz der Kriegsniederlage den Einfluss ihres Landes im Baltikum erhalten wollten. In diese Phase der Unsicherheit und des Chaos fiel auch die am 27. Februar 1919 erfolgte Fusion der Litauischen Sozialistischen Sowjetrepublik mit der Weißrussischen Sozialistischen Sowjetrepublik zur Litauisch-Weißrussischen Sozialistischen Sowjetrepublik. Mickevičius-Kapsukas fungierte in der neu geschaffenen Sowjetrepublik als Vorsitzender des „Rats der Volkskommissare“ und damit quasi als Regierungschef.
Als Vilnius im Polnisch-Litauischen Krieg am 21. April 1919 von polnischen Truppen erobert wurde, verlegte die Regierung unter Mickevičius-Kapsukas den Regierungssitz zunächst nach Minsk. Nachdem auch dieses von polnischen Truppen besetzt worden war, amtierte die Regierung in Smolensk. Da im Zuge des Polnisch-Sowjetischen Krieges schließlich das gesamte LitBel-Territorium unter Kontrolle feindlicher Truppen geriet, wurde die Sowjetrepublik am 25. August 1919 für aufgelöst erklärt. Dennoch kehrte Mickevičius-Kapsukas nach Vilnius zurück, als die Rote Armee im Juli 1920 die Stadt erneut in Besitz nahm. Da seinen Bestrebungen, eine sozialistische Revolution in Litauen auszulösen, der Erfolg versagt geblieben war, der Polnisch-Sowjetische Krieg mit einer sowjetrussischen Niederlage geendet hatte und sich ein unabhängiger litauischer Staat konstituiert hatte, lebte Mickevičius-Kapsukas seit Ende 1921 als sowjetrussischer Staatsbürger in Moskau. Er blieb weiterhin ZK-Mitglied der Kommunistischen Partei Litauens, dessen Eigenstaatlichkeit er nach wie vor strikt ablehnend gegenüberstand. Ferner war er auch innerhalb der Komintern tätig. Mickevičius-Kapsukas starb etwas mehr als fünf Jahre vor der als Folge des Deutsch-Sowjetischen Grenz- und Freundschaftsvertrages im August 1940 erzwungenen „Wiedereingliederung“ Litauens in den nun sozialistischen russischen Staat.

### Mickevičius-Kapsukas als Mensch
In einem durch seinen Tod unvollendet gebliebenen Brief an seine Frau gewährt Vincas Mickevičius-Kapsukas einen Einblick in seine Persönlichkeit. Darin heißt es:

„… Familienangelegenheiten standen bei mir immer an zweiter Stelle. Ich lebte und arbeitete vor allem für die Idee, an die ich geglaubt habe und die mir auch in den schwersten Stunden des Lebens geleuchtet hat. Seitdem ich bewusst mein politisches Leben begonnen habe, habe ich für die Arbeiterklasse, für ihre Befreiung vom kapitalistischen Joch gelebt und gearbeitet. Dieser Idee wurde alles hingegeben …“

## Rezeption

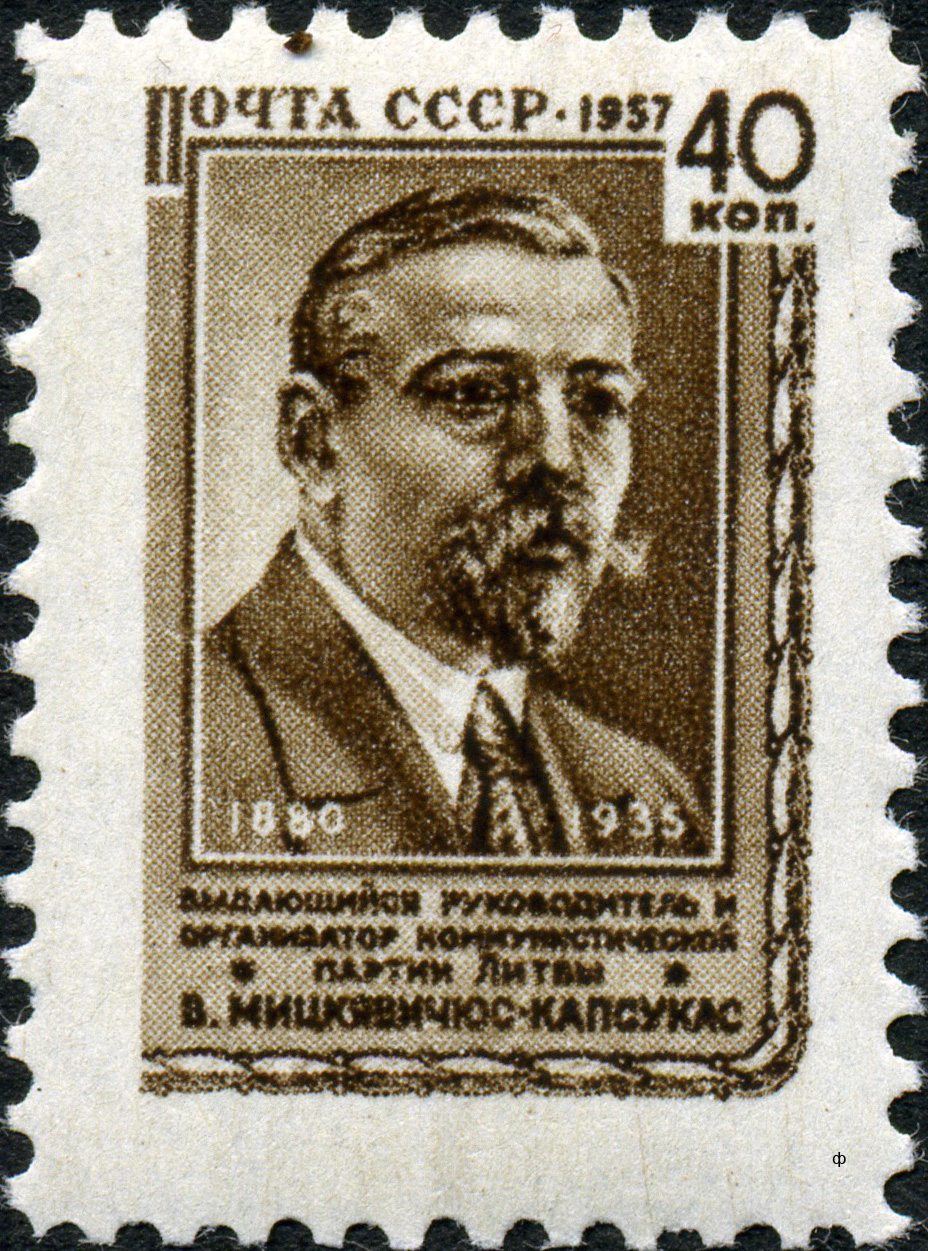
Sowjetische Briefmarke (1957)

Ein Kult um Vincas Mickevičius-Kapsukas konnte sich erst nach dem Zweiten Weltkrieg voll entfalten und wurde von Litauens Langzeit-KP-Chef Antanas Sniečkus (1903–1974) gefördert. So war beispielsweise die Stadt Marijampolė zwischen 1956 und 1989 in Kapsukas umbenannt und auch die Universität in Vilnius trug zwischen 1955 und 1990 seinen Namen. Ferner erinnerten die zahlreichen in sozialistischer Zeit errichteten Denkmäler an Litauens ersten kommunistischen Regierungschef. Nach der Proklamation eines unabhängigen litauischen Staates im März 1990 wurde die Erinnerung an den nun ungeliebten Sohn des Landes so weit als möglich getilgt und alle diese Skulpturen entfernt. Einige von ihnen wurden – zusammen mit zahlreichen anderen „Überbleibseln“ aus kommunistischer Zeit – im Grūto parkas „entsorgt“ und können dort besichtigt werden.
Die sowjetische Post ehrte Mickevičius-Kapsukas 1957 mit der Herausgabe einer Sondermarke.